# 丹尼森鎮區 (伊利諾伊州勞倫斯縣)
丹尼森鎮區（英語：Denison Township）是位於美國伊利諾伊州勞倫斯縣的一個行政鎮區。

## 地方資料
根據2010年美國人口普查的數據，丹尼森鎮區的面積為151.20平方千米，當中陸地面積為150.00平方千米，而水域面積為1.20平方千米。當地共有人口1461人，而人口密度為每平方千米9.66人。